# ホンダ・レーシング USA
ホンダ・レーシング・コーポレーション USA（英: Honda Racing Corporation USA, 略称：HRC US）は、本田技研工業の米国販売子会社であるアメリカン・ホンダの100％子会社として設立された、北米におけるモータースポーツ専門会社である。創設は1993年、所在地はカリフォルニア州サンタクラリタ。
社名は日本法人のモータースポーツ部署ホンダ・レーシング・コーポレーション（HRC）に準拠しているが、それぞれ別の組織である。2023年末より、旧社名であるホンダ・パフォーマンス・ディベロップメント（Honda Performance Development, Inc.，HPD）から改名した。

## レース活動

### CART/インディカー・シリーズ

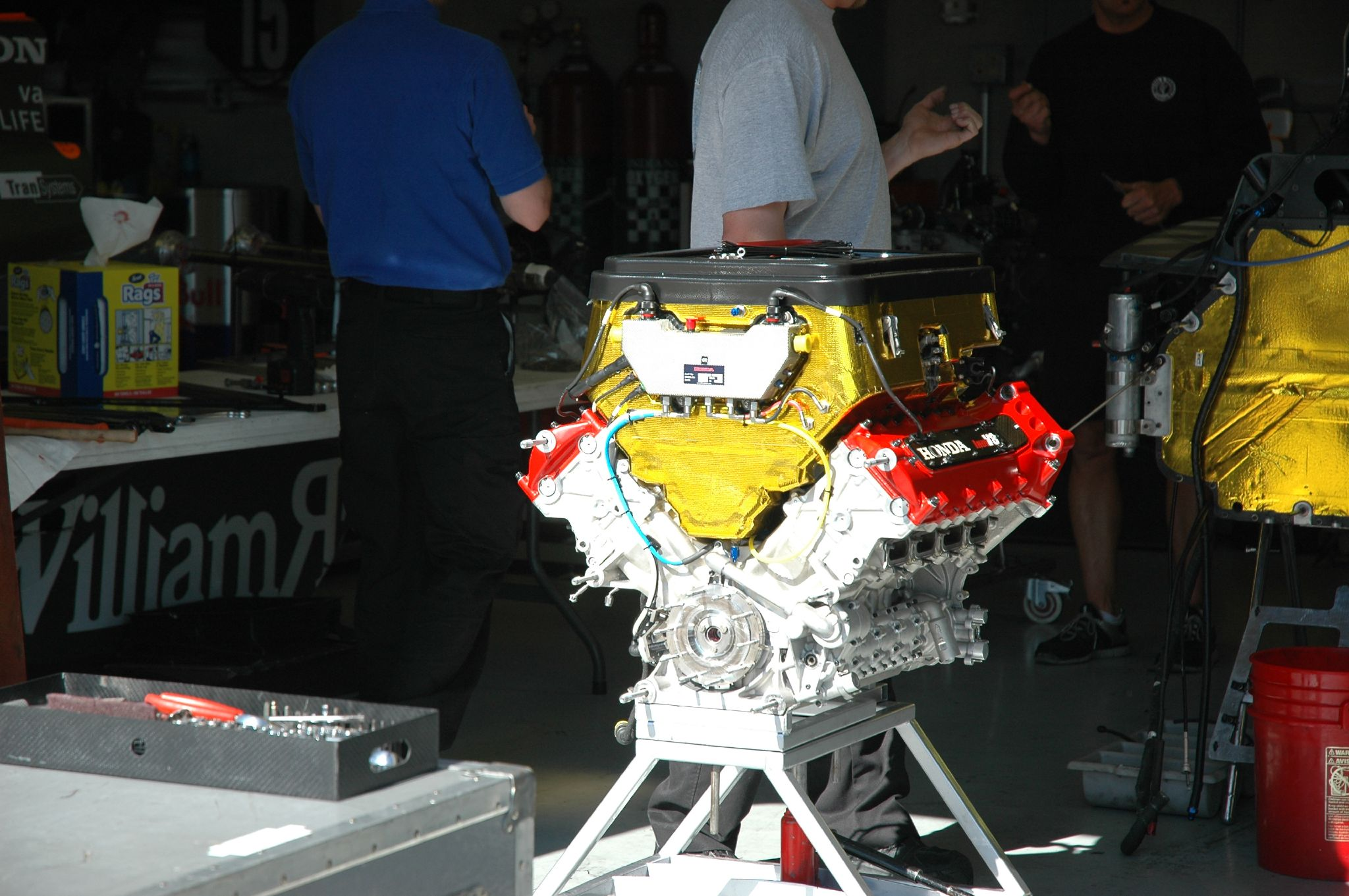
2008年仕様のインディV8エンジン

1994年より、当時アメリカンオープンホイール（フォーミュラカー）レースの最高峰であったCARTワールド・シリーズへのエンジン（V8 2.65L ターボ）供給を開始（ホンダ・ターボチャージャー・インディV8エンジンも参照）。当初は、ライバルのエンジンとのパフォーマンスや信頼性に大きな開きがあったが、翌1995年は徐々にその差を詰め、第13戦ミシガンでポールポジションを獲得、第15戦ニューハンプシャーで念願の初優勝をあげた。
1996年同シリーズがCARTとインディ・レーシング・リーグ（IRL）とに分裂した以降も、CARTへ参戦するチームへのサポートを続け、同年ドライバーズ／マニュファクチャラーズ・チャンピオンとルーキーオブザイヤーの3冠を獲得した。IRLへ活動の場を移行するまでの9年間で、通算参戦数165戦のうち、65回の優勝と65回のポールポジションを獲得、マニュファクチャラーズ・チャンピオンが4回、ドライバーズ・チャンピオンは96年から連続6回獲得した。
2003年よりインディカー・シリーズでエンジン供給を始めたが、ここで用いたエンジン（V8 3.5L NA）はイルモアとの共同開発によるものであった。その後他メーカーの撤退により2006年以降はホンダエンジンのワンメイクとなり、2012年にイルモアがシボレーとパートナーシップを組み、シボレーブランドでエンジン供給を開始するまで続いた。なお、同年よりエンジンは2.2L V6ツインターボとなった。
2024年より2.4L V6ツインターボエンジンに運動エネルギー回生システムを導入予定だったが、2.4L エンジン及びマーレ製ハイブリッドユニットの導入計画は撤回され、既存の2.2L エンジンにホンダ（HPD）/シボレー/イルモアが協力して開発したハイブリッドユニットを組み合わせた新PUを導入する方針となった。
インディカーでは2023年9月時点、合計410戦中、180勝をあげ、13回のドライバータイトルと10回のマニュファクチャラーズタイトルに加え、伝統のインディ500では佐藤琢磨の2回を含む15回の優勝を達成している。

### スポーツカーレース

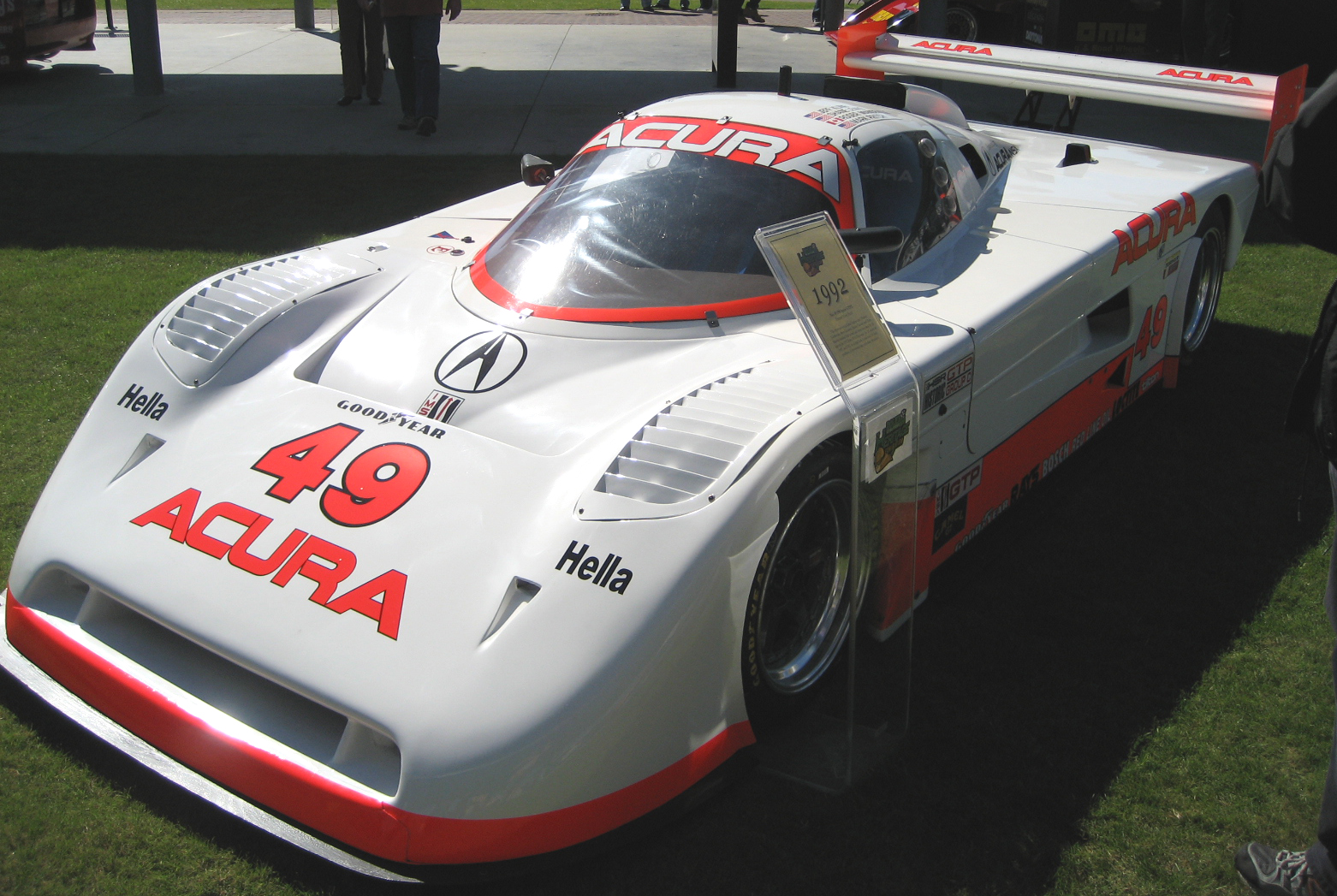
アキュラ-スパイス SE90CL

CART／インディーカー・シリーズで供給していたエンジンは、日本の本田技術研究所やイルモアで開発されたもので、これまで独自に開発を行ったものは無かった。そこで次なるステップとして、新たにV8 3.4L NAエンジン（使用燃料はガソリン）を独自に設計開発を行い、2007年から、アメリカン・ル・マン・シリーズ（ALMS）のル・マン・プロトタイプ（LMP）2クラスへ参戦するチームへ供給することになった。このエンジン供給はアキュラブランドで行われ、同ブランドでのレース参戦はNSXのエンジンを搭載した「アキュラ・スパイスSE90CL」が1991年より3年間、IMSA GT選手権のGTP ライトクラスに参戦、ドライバーズ、マニュファクチャラーズの両タイトルを3年連続で獲得して以来、実に14年ぶりである。

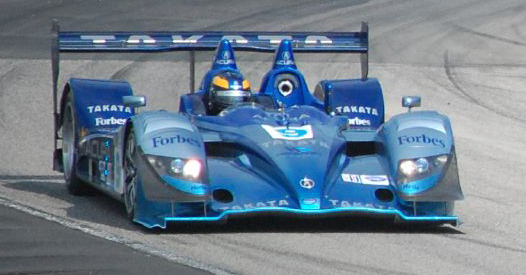
2007年 アキュラ・ARX-01

さらに、車両開発への関与も始められ、アンドレッティ・グリーン・レーシングとハイクロフト・レーシングが使用する車両は、「アキュラ・ARX-01a」(クラージュ・LC75をベース)と名付けられた。2007年シーズンの開幕戦(セブリング12時間)では、アンドレッティ・グリーン・レーシングがLMP2クラスでデビューウインを飾り、第3戦（ロングビーチ）では、LMP1クラスを押さえてポールポジションを獲得している。2008年、それまでローラシャーシを使用していたフェルナンデス・レーシングと、新たに参戦したド・フェラン・モータースポーツを加えた4チームが、改良させた「アキュラ・ARX-01b」を使用した。2008年シーズンは、第5戦（ライムロック･パーク）でハイクロフト・レーシングがアキュラに初のALMS総合優勝をもたらし、第9戦（ベルアイル）でアンドレッティ・グリーン・レーシングが初の総合優勝を飾り、アキュラ勢が1-2-3で表彰台の独占を果たし、最終戦においても1-2フィニッシュを果たした。

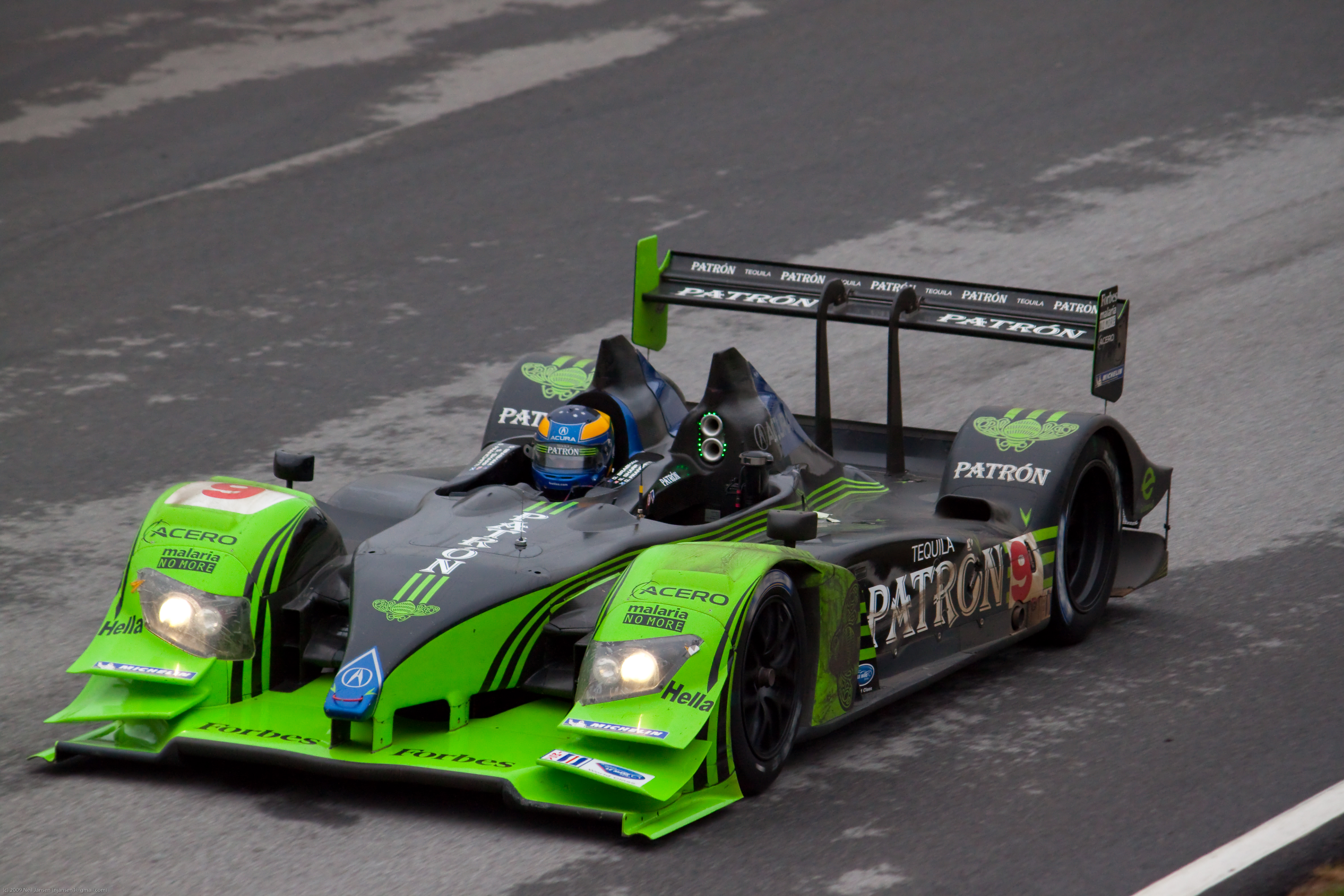
2009年 アキュラ・ARX-02

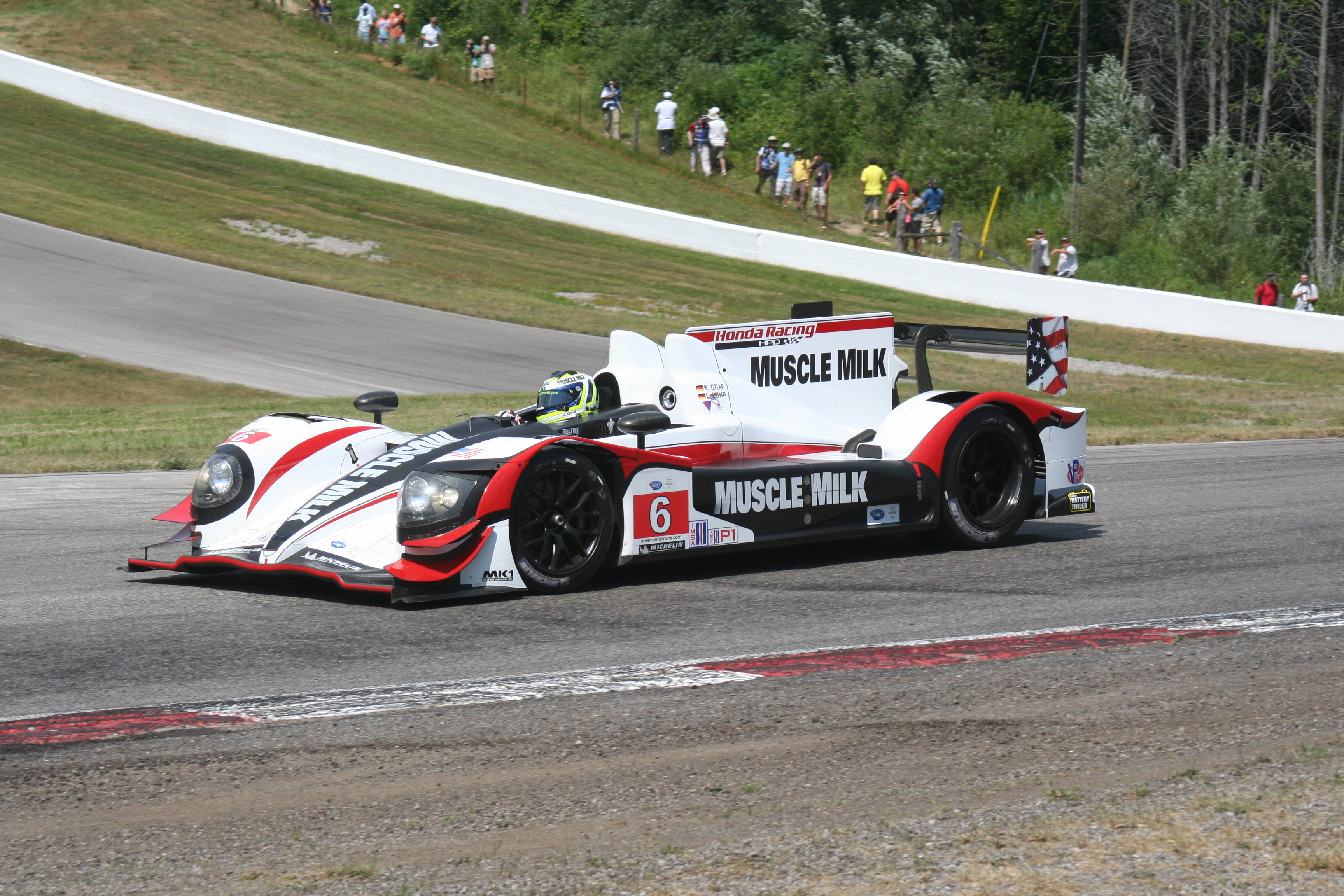
2012年 HPD・ARX-03

2009年、ハイクロフト・レーシングとド・フェラン・モータースポーツが、新たに開発された「アキュラ・ARX-02a」でLMP1クラスにステップアップしたほか、フェルナンデス・レーシングはLMP2クラスに継続参戦した。2009年シーズンは、ハイクロフト・レーシングのアキュラ・ARX-02はドライバーズ、マニュファクチャラーズタイトルを獲得した。LMP2クラスもアキュラ・ARX-01bがダブルタイトルを獲得した。2010年、HPD名義での活動になり、ル・マン24時間レースのLMP2クラスには、HPD・ARX-01cが参戦、LMP2クラス優勝を果たした。ALMSでは、LMP1とLMP2クラスが、パフォーマンスのバランスが取れた新しい1つのLMPクラスに統合された。LMP2仕様のマシンに戻ったハイクロフト・レーシングは、HPD・ARX-01cですべてのレースで表彰台、そして4度の優勝をした。ハイクロフトは2年連続のチームとドライバーズタイトルを獲得した。

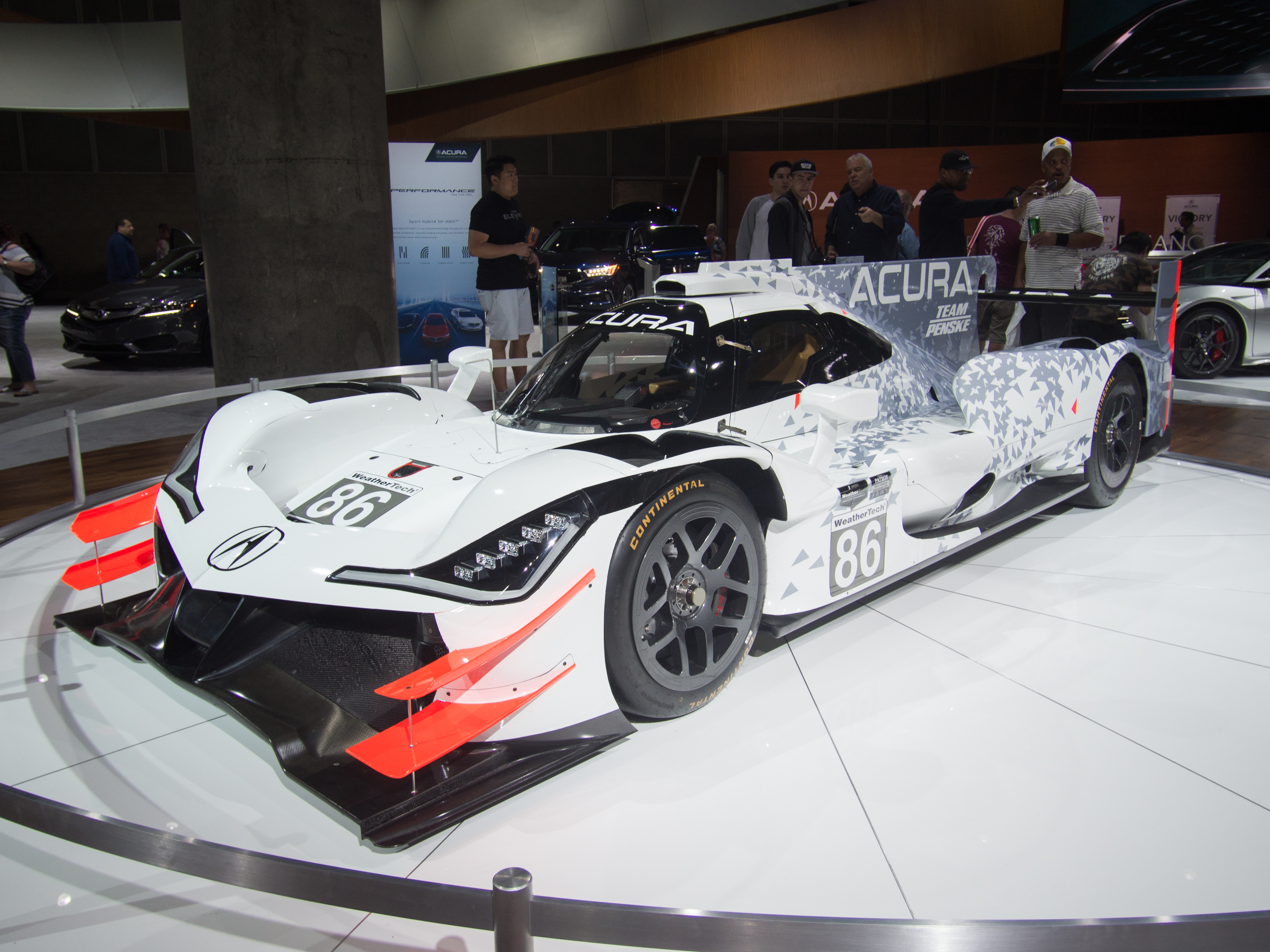
2017年 アキュラ・ARX-05

2012年、ALMSのLMP1,2の両クラスに、LMP1では3.4L,V8、LMP2では2.8L,V6ターボエンジンを使用した、HPD・ARX-03で参戦。LMP1はマッスル・ミルク・ピケット・レーシングが、LMP2ではレベル5モータースポーツがドライバーズ、チームタイトルを獲得した。その年から始まった、FIA 世界耐久選手権（WEC）にも同マシンでLMP1,2クラスに出場した。ル・マン24時間レースでは、LMP1のJRMが総合6位、スターワークス・モータースポーツは総合7位、LMP2クラス優勝を飾った。スターワークスは、セブリング12時間も含む計3勝を上げLMP2クラスチームタイトルを獲得した。
2013年、ALMSはLMP1,2ともにドライバー、チームタイトルの連覇を果たした。ル・マン24時間レースではアウディ、トヨタに次ぐ総合6位となった。
2019年、IMSA ウェザーテック・スポーツカー選手権のGTDクラスで、マイヤー・シャンク・レーシング（MSR）のNSX GT3が参戦し、チームとドライバーズタイトルを獲得した。

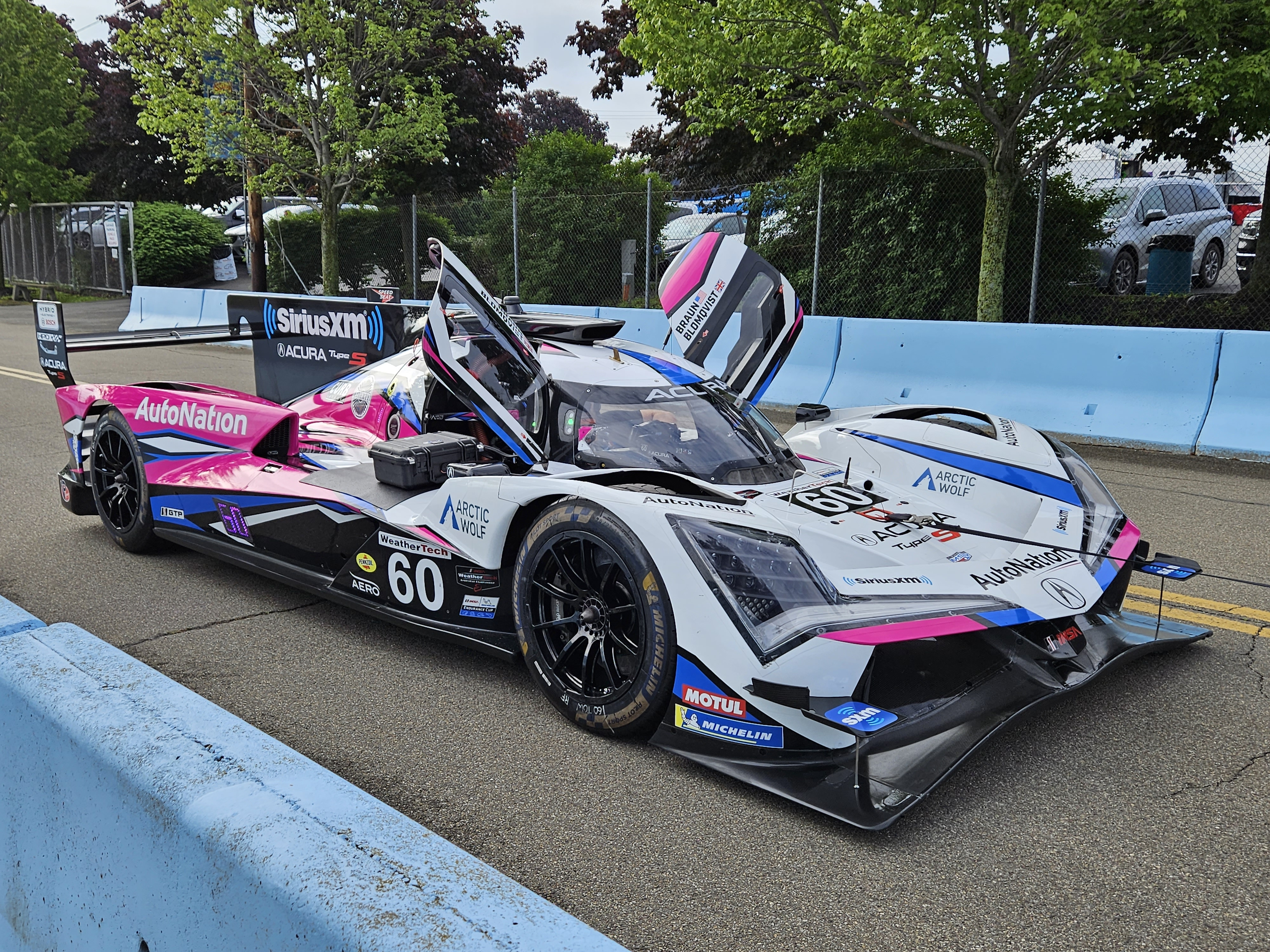
2023年 アキュラ・ARX-06

2018年からはオレカと共同開発したDPi規定のスポーツプロトタイプカー、アキュラ・ARX-05で、チーム・ペンスキーのオペレーションによりPクラスに参戦し、2019年、20年とDPiクラスでドライバーズ、チーム、マニュファクチャラーズの連覇を果たした。
2021年1月、アキュラは2023年からLMDh規定のマシン（ARX-06）でトップレベルのプロトタイプ・カテゴリーへ参戦することを表明した。LMDhはIMSAとACO（フランス西部自動車クラブ）が共同で作成した、共通ハイブリッドシステムを搭載するグローバルなプロトタイプ規定で、IMSAでは最高峰クラスDPiの後継となる、GTPクラスとなる。また、ル・マン24時間レースを含むWEC（世界耐久選手権）のハイパーカー・クラスにも参戦可能となる。声明では2018年以来トップカテゴリーでレースをしているIMSAについてのみ、言及されている。

### 本田技研本社との連携など
2021年から本田本社と連携し、2021年のフォーミュラ・リージョナル・アメリカズのチャンピオンに、2022年に全日本スーパーフォーミュラ選手権へ参戦するためのスカラシッププログラムの提供を発表した。
2023年12月、本田技研本社のモータースポーツ部署ホンダ・レーシング・コーポレーション（HRC）に倣い、ホンダ・レーシング・コーポレーション USA（HRC US）と社名を変更。さらに、F1で活動中のHRCが手掛けるパワーユニット開発に関して協力体制を結び、レース組織の統括を発表した。